# Duccio Canestrini
Duccio Canestrini (* 1956 in Rovereto) ist italienischer Ethnologe und Anthropologe.

## Leben
Canestrini leitet die anthropologische Abteilung des „Master of Tourism Management“ an der „Trentino School of Management“, wo er Anthropologie des Tourismus unterrichtet. Ebenso unterrichtet er Film, Fotografie und Fernsehen am „Campus di Lucca“ an der Universität von Pisa.  Er ist Mitglied des „International Scientific Council for Island Development“ in Paris und der „Associazione Italiana per le Scienze Etnoantropologiche“ in Rom. Canestrini beteiligte sich an einer Expedition nach Indien, die von Prof. Paul Bouissac von der Toronto Victoria University geleitet war, die die Untersuchung der heiligen Ursprünge der traditionellen Zirkusaufführungen zum Ziel hatte. Zehn Jahre war er Mitherausgeber der italienischen Geographiezeitschrift Airone. Nach dem Tsunami (2004) beteiligte er sich an einem staatlichen Entwicklungsprojekt in Sri Lanka. Er führte Regie in fünf Dokumentarfilmen über Afrika, Zentral- und Südamerika.
Seine Forschung widmet er der Anthropologie und der Evolution des Reisens und des Tourismus. Dabei untersucht er Aspekte wie Mobilität, Ökotourismus und Gastfreundschaft. Das Thema des Körpers bringt er in Studien zu Gesundheit, Sicherheit, Körpersprache und -dekoration zur Sprache. Seine originäre Sicht auf den Menschen als Tourist beleuchtet auch die negativen Effekte des globalen Tourismus.

## Werke
deutsch
- Schießen Sie nicht auf den Touristen Originaltitel: Non sparate sul turista. Übersetzt von Sabine Schulz, diaphanes, Zürich/Berlin, 2006, ISBN 3-935300-74-3

italienisch
- Turistario. Baldini & Castoldi, Milano, 1993
- Una penna tra i tamburi. L'Airone, Roma, 1993
- Il supplizio dei tritoni. Baldini & Castoldi, Milano, 1994
- Turpi tropici. Zelig Editore, Milano, 1997
- Trofei di viaggio. Bollati Boringhieri Editore, Torino, 2001
- Andare a quel paese. Feltrinelli Editore, Milano, 2003
- Non sparate sul turista. Bollati Boringhieri Editore, Torino, 2004